# Charlie Pritchard
Pour les articles homonymes, voir Pritchard.

a Compétitions nationales et continentales officielles uniquement.

b Matchs officiels uniquement.
Charles Meyrick Pritchard, né le 30 septembre 1882 à Newport et mort au champ d'honneur le 14 août 1916 à Chocques (France) lors de la bataille de la Somme, est un joueur de rugby à XV gallois, évoluant au poste d'avant pour le pays de Galles et essentiellement pour le club de Newport RFC.

## Carrière

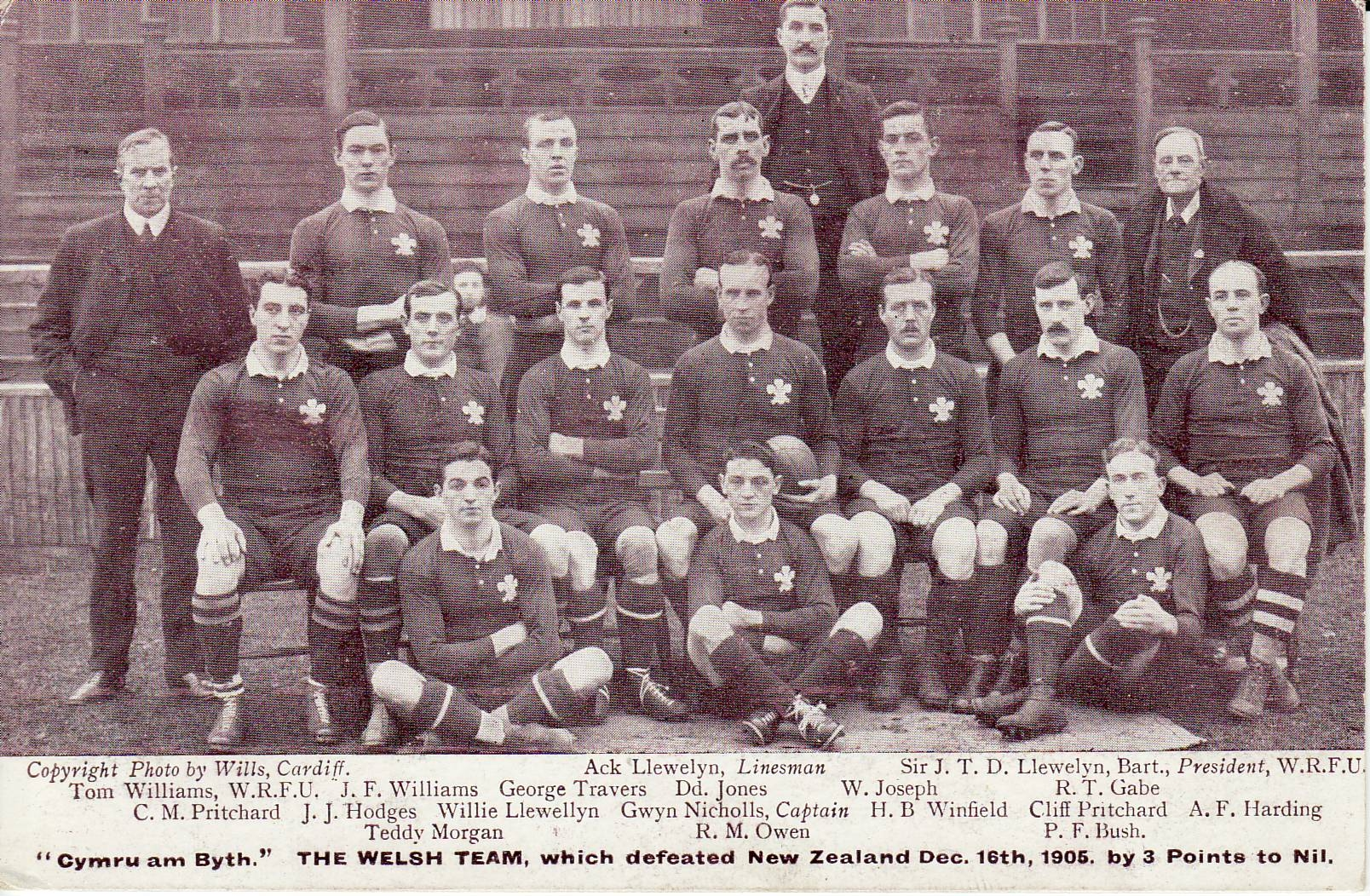
L'équipe du pays de Galles en 1905. Charlie Pritchard est à gauche dans le rang du milieu.

Né à Newport, Charlie Pritchard dispute son premier test match le 12 mars 1904, contre l'Irlande. Il participe le 16 décembre 1905 à la victoire mémorable 3 à 0 à Cardiff contre les All Blacks. Charlie Pritchard joue son dernier test match contre l'Angleterre le 15 janvier 1910. Il joue quatorze matches comme deuxième ou troisième ligne. Il fait 220 apparitions pour Newport RFC de 1901 à 1911. 

## Palmarès
- Trois victoires dans le tournoi britannique en 1905, 1906 et 1908.
- Triple Couronne en 1905 et 1908.

## Statistiques en équipe nationale
- Quatorze sélections pour le pays de Galles (un essai).
- Ventilation par année : 1 en 1904, 3 en 1905, 4 en 1906, 3 en 1907, 1 en 1908, 2 en 1910.
- Participation à cinq tournois britanniques en 1904, 1905, 1906, 1907 et 1908.
- Participation au Tournoi des Cinq Nations 1910.